# Каракалпакци
Каракалпакците (на каракалпакски: Qaraqalpaqlar или карақалпақлар, от каракалпак – „черен калпак“) са тюркски народ, населяващ основно автономна република Каракалпакстан в състава на Узбекистан, в делтата на река Амударя. Говорят на каракалпакски език. Писмеността им е на основата на латиницата (до 1996 г – на кирилицата). Общият им брой са оценява на около 825 хил. души. Вярващите са мюсюлмани-сунити. Голям брой каракалпакци населяват Хорезъмска област, Ферганската долина и Мангистауска област в Казахстан.

## История
Първите сведения за тях са от 1598 г., описвани са като полузаседнал номадски народ, живеещ близо до град Съгнак. В края на 16 век каракалпакците окончателно се формират като народност.
До средата на 18 век каракалпакците са населявали средното и долното течение на река Сърдаря, след което голяма част мигрира към Жанадаря. През 1811 г. попадат под властта на Хивинското ханство и са преселени в делтата на река Амударя.